# Marienfels (Schiff, 1901)
Die Marienfels lief am 3. Juli 1901 für die Deutsche Dampfschiffahrts-Gesellschaft „Hansa“ (DDG „Hansa“) bei der Flensburger Schiffbau-Gesellschaft (FSG) vom Stapel und kam am 21. August 1901 in den Dienst der Bremer Frachtschiffsreederei. Sie gehörte zu einer Serie von sieben Schiffen für den Ostindien-Dienst der Reederei, die von 1901 bis 1903 bei Wigham & Richardson in Newcastle und der FSG entstanden. Sie war das bis dahin größte von der Werft an die DDG „Hansa“ gelieferte Schiff und das zweite für die Hauptlinie der Reederei nach der Bärenfels von 1898. Fünf kleinere Schiffe hatte die Werft seit 1888 allerdings schon für den La Plata-Dienst geliefert.
Bei Ausbruch des Ersten Weltkriegs befand sich das Schiff zusammen mit dem Schwesterschiff Lichtenfels im portugiesischen Mormugoa in Vorderindien.

1916 beschlagnahmten die Portugiesen die deutschen Schiffe und brachten sie unter ihrer Flagge auf Seiten der Entente in Fahrt. Der Dienst der in Diu umbenannten Marienfels endete allerdings schon am 14. Oktober 1917, als sie durch das deutsche U-Boot U 57 im St.-Georgs-Kanal versenkt wurde.

## Geschichte des Schiffes
Ende 1896 hatte die DDG „Hansa“ mit der Neidenfels erstmals ein Schiff von über 5000 BRT erhalten. Die Bauwerft Wigham & Richardson lieferte noch drei Schwesterschiffe und die FSG mit der Bärenfels einen Nachbau bis 1898. Die folgende Serie von sieben Schiffen mit der Marienfels für den Ostindien-Dienst der Reederei, die von 1901 bis 1903 von Wigham & Richardson und der FSG geliefert wurde, war weitgehend identisch. Schiffe dieser Größe bildeten den Kern der Flotte der Reederei bis 1914, die mit den Schiffen der Rheinfels-, Ockenfels- und Rappenfels-Klasse bis in den Krieg hinein noch weitere 23 Frachtschiffe ähnlicher Ausführung erhielt, von denen je vier auch bei Wigham & Richardson und der FSG entstanden.
Die Marienfels wurde nach einem Ort im Taunus benannt. Sie war 127,9 m lang, 16,9 m breit und hatte einen Tiefgang von bis zu 6,2 m. Die 4-Zylinder-Vierfach-Expansionsmaschine leistete 2600 PSi, wirkte auf eine Schraube und gab dem Schiff eine Geschwindigkeit von 11 Knoten (kn). Die Marienfels war mit 5683 BRT vermessen und hatte eine Tragfähigkeit von 8320 tdw.

### Einsatzgeschichte derMarienfels
Die Marienfels wurde auf der Hauptlinie der DDG „Hansa“ nach Ostindien eingesetzt. Am 9. März 1903 lief sie auf das Deadalus Riff nahe Hurghada im Roten Meer auf. Mit Hilfe des „Hansa“-Schiffes Schwarzenfels (1901, 3920 BRT/6000 tdw) wurde sie abgeborgen und nach Sues geschleppt.
Nach dem Kriegsausbruch 1914 verblieb die Marienfels im neutralen Mormugoa in Portugiesisch-Indien, wo auch das Schwesterschiff Lichtenfels Zuflucht gefunden hatte. Neben den beiden „Hansa“-Frachtschiffen hatten dort auch noch die Kommodore (1904, 6064 BRT) der DOAL, die Brisbane (1911, 5668 BRT) der DADG und die Numantia (1901, 5503 BRT) der Hapag Zuflucht gefunden. Dazu kam noch der Frachter Vorwaerts (1906, 5990 BRT) des Österreichischen Lloyd.
Insgesamt hatten 72 deutsche und zwei österreich-ungarische Schiffe in portugiesischen Häfen Schutz gesucht. Allein in Lissabon lagen 35 Schiffe. Portugal war zwar neutral, aber auch mit Großbritannien seit 1912 verbündet. Die Briten drangen auf eine Beschlagnahme der Schiffe, da es ihnen an Schiffsraum mangelte. Ende Februar 1916 entschied sich die portugiesische Regierung, die deutschen Schiffe zu beschlagnahmen. Darauf erfolgte die deutsche Kriegserklärung an Portugal am 9. März 1916.
Die Besatzungen der in Indien liegenden Schiffe hatten bis dahin ihre Schiffe tagsüber verlassen können und mussten nur zur Nacht zurückkehren. Auf den Befehl aus Lissabon besetzten Kolonialtruppen die Schiffe und brachten die Besatzungen an Land. Im Juni wurde dann auch der österreichische Frachter beschlagnahmt und an Land drei Gefangenenlager eingerichtet. Von den sechs Schiffen wurden 177 Mann interniert, wobei die Nationen getrennt wurden und ein Extra-Lager für die 67 Staatsbürger Österreich-Ungarns eingerichtet wurde. Die Gefangenen blieben in der Masse bis weit nach Kriegsschluss in der Internierung, da ihre Heimatstaaten kein Geld für die Repatriierung aufbringen konnten, und kehrten erst 1919 und 1920 nach Europa zurück. Durch die Maßnahmen der portugiesischen Regierung verlor die Reederei auch noch das Motorschiff Rolandseck und den Dampfer Lahneck in Lissabon und die Heimburg in São Vicente (Kap Verde).

### Dienst unter portugiesischer Flagge
Die beschlagnahmte Marienfels als kam Diu in den Dienst der neugegründeten staatlichen Reederei Transportes Maritimos do Estado wie die anderen in Mormugoa beschlagnahmten Schiffe Lichtenfels als Goa, Kommodore als Mormugão, Brisbane als Damão, Numantia als Pangim und die österreichische Vorwärts als India. Zur Unterstützung der Kriegsanstrengungen der Entente wurden sie auf dem Nordatlantik eingesetzt.
Die Diu wurde allerdings schon am 14. Oktober 1917 auf einer Reise in Ballast von Limerick, Irland, nach Port Talbot, Wales, vier Meilen südlich von Tuskar Rock, Irland, durch das deutsche U-Boot U 57 auf der Position 52° 9′ N, 6° 12′ W versenkt. Sie war eines von 95 durch deutsche U-Boote versenkte Schiffe, von denen nur 24 über 1000 BRT große Dampfschiffe waren, die zum überwiegenden Teil 1916 als deutsche Handelsschiffe in Portugal beschlagnahmt wurden.

#### Ostindien-Frachtschiffe derArgenfels-Klasse
| Name        | Bauwerft                        | BRT tdw   | Stapellauf in Dienst  | weiteres Schicksal |
| Argenfels   | Wigham & Richardson Bau-Nr. 373 | 5654 8000 | 7.01.1901 12.02.1901  | 1914 in Saigon beschlagnahmt, nicht umbenannt, 1921 nach Griechenland, 1922: Demetrios Diacakis, Dimitrios M. Diacakis, 1932 abgewrackt |
| Wildenfels  | Wigham & Richardson Bau-Nr. 374 | 5652 8570 | 5.03.1901 11.04.1901  | 1914 in Melbourne beschlagnahmt, 1923: Gilgai, 1925 Italien: Sursum Corda, 1937: Manon, 13. Februar 1941 durch die Royal Navy auf dem Weg von Kismayu nach Madagaskar gekapert, 7. Oktober 1942 im Indischen Ozean unter britischer Flagge durch das japanische U-Boot I 162 versenkt |
| Neuenfels   | Wigham & Richardson Bau-Nr. 375 | 5650 8470 | 19.04.1901 22.05.1901 | 1914 in Vigo aufgelegt, 1918 Spanien: Espana No.6, 1922 Flugzeugmutterschiff Dédalo, 1935 außer Dienst, 1936 versenkt, 1940 Abbruch |
| Scharzfels  | Wigham & Richardson Bau-Nr. 376 | 5649 8550 | 5.06.1901 25.07.1901  | 1914 in Adelaide beschlagnahmt: Araluen, 1924 Japan: Daikoku Maru, Ohkuni Maru, 31. August 1944 durch US-U-Boot Barb versenkt |
| Marienfels  | Flensburg Bau-Nr. 206           | 5683 8320 | 3.07.1901 21.08.1901  | 1914 in Mormugoa aufgelegt, 1916 Portugal: Diu, 14. Oktober 1917 durch U 57 versenkt |
| Schönfels   | Flensburg Bau-Nr. 209           | 5734 8340 | 10.12.1901 19.02.1902 | 1914 in Sabang aufgelegt, 1919 ausgeliefert an Großbritannien, 1920: Lord Londonderry, 1935 Abbruch |
| Lichtenfels | Flensburg Bau-Nr. 222           | 5734 8350 | 28.01.1903 14.03.1903 | 1914 in Mormugoa aufgelegt, 1916 Portugal: Goa, 1924: Cubango, 1931 zur Bekämpfung der Revolte auf Madeira als Seeflugzeugträger mit drei CAMS 37 im Einsatz, 1950 Abbruch |